# Atelurius
Atelurius is een geslacht van spinnen uit de familie springspinnen (Salticidae).

## Soorten
De volgende soorten zijn bij het geslacht ingedeeld:
- Atelurius segmentatus Simon, 1901